# Xã Greenwich, Quận Huron, Ohio
Xã Greenwich (tiếng Anh: Greenwich Township) là một xã thuộc quận Huron, tiểu bang Ohio, Hoa Kỳ. Năm 2010, dân số của xã này là 1.044 người.